# Bíggjar kirkja
Bíggjar kirkja er en kirke på Færøerne i bygden Bøur i Vágar. Midt i maj 1865 begyndte indbyggerne i Bøur at bygge den nye kirke, som blev indviet 16. oktober 1865. Den tilhører Fólkakirkjan í Føroyum. Allerede i 1710 fandtes der en kirke på stedet.
Den nuværende kirke er en 11,5 m lang og 7 m bred sorttjæret bygning opført af træ på en hvid sokkel. Over vestenden er opført en hvid tagrytter med hvidt pyramidetag. Kirken har skifertag. I sydsiden er syv vinduer og i vestenden indgangsdøren. På den modsatte side er der kun et vindue i korenden. 
Kirken har blåmalet tøndehvælv med synlige bjælker, mens væggene er beklædt med paneler. Korenden står som en tresidet afslutning, i det der i hjørnerne er præsteværelse samt opbevaringsrum. 
Altertavlen er af støbejern, med et maleri af den korsfæstede Jesus, sandsynligvis malet i 1892 af Carl Carlsen, samt en underdel i tre felter. På alteret står kopi af Bertel Thorvaldsens  Kristus samt to apostle. På alteret ligger en bibel fra 1802. 
Prædikestolen har glatte rundbuede felter. 
Kirkeklokken er en glat skibsklokke fra er skib, der gik ned i Urðini ved Miðvágur.
Døbefonten er drejet af træ og har et dåbsfad af messing. 

## Galleri
- Bøur
- Kirken indvendig
- Kirken indvendig
- Kirkegården